# Авеню C
Авеню C (англ. Avenue C) — авеню яка пролягає з півночі на південь, розташована у районі Альфабет-Сіті нейборгуді Іст-Віллидж на Мангеттені, Нью-Йорк, на схід від авеню B і на захід від авеню D. Також відома як Луїзаїда авеню. Починається на Саут-стріт, просуваючись на північ як Монтгомері-стріт і Пітт-стріт, перш ніж перетне Іст-Х'юстон-стріт і візме свою назву. Авеню С закінчується на 23-й вулиці, проходячи майже під магістраллю ФДР від 18-ї вулиці. На північ від 14-ї вулиці дорога утворює східну межу Стайвесант-Таун–Пітер Купер-Віллідж.

## Історія
Вулиця була створена згідно з планом комісарів 1811 року як одна з 16 вулиць, що простягаються з півночі на південь, ширина якої становить 30 м. Вони включають 12 пронумерованих авеню та чотири (розташованих на схід від Першої авеню), позначених літерою.
У 1987 році авеню C було названо Луїзаїда авеню на знак визнання пуерто-риканської спадщини району. Історія району була описана в книзі Selling The Lower East Side. Незважаючи на те, що назва цієї території Іст-Віллидж отримала широке визнання, багато давніх жителів Луїзаїди все ще вважають її частиною Нижнього Іст-Сайду, про що свідчать публічні твори мистецтва, знайдені на будинках уздовж авеню С.